# Марченко Сергій Анатолійович
Сергій Анатолійович Марченко (нар. 10 вересня 1977) — український футболіст, що грав на позиції півзахисника. Відомий за виступами у клубі вищої української ліги «Металург» із Запоріжжя.

## Кар'єра футболіста
Сергій Марченко дебютував у професійному футболі 15 серпня 1994 року в складі команди вищої української ліги «Металург» із Запоріжжя 27 липня 1994 року в матчі проти кременчуцького «Кременя». У цьому ж році футболіст грав у складі аматорської запорізької команди «Зірка». У 1998 році Марченко виїхав до Казахстану, де грав у складі команди другого дивізіону «Томіріс» з Шимкента. Після повернення до України футболіст у 2000 році грав у складі аматорської команди «ЗАлК» із Запоріжжя.